# 윌 마이어스
윌리엄 브래드포드 마이어스(William Bradford Myers, 1990년 12월 10일 ~ )는 미국의 전직 야구 선수이다.

## 수상 경력
- 2013년 아메리칸 리그 올해의 신인상
- 2016년 내셔널 리그 올스타